# 1650
| [ Edytuj tabelę ]              | |
| Król Polski                    | - 1648 Jan Kazimierz 1668 |
| Współksiążęta Andory           | - 1634 Pau Duran 1651 - 1643 Ludwik XIV 1715 |
| Elektor Bawarii                | - 1623 Maksymilian I Bawarski 1651 |
| Elektor Brandenburgii          | - 1640 Fryderyk Wilhelm 1688 |
| Sułtan Brunei                  | - 1649 Abdul Jailul Jabbar 1652 - 1625 Muhammad Ali 1660                                                                                             |
| Cesarz Chin                    | - 1644 Shunzhi 1661 |
| Król Czech                     | - 1637 Ferdynand III Habsburg 1657 |
| Król Danii                     | - 1648 Fryderyk III 1670 |
| Dalajlama                      | - 1617 Lobsang Gjaco 1682 |
| Cesarz Etiopii                 | - 1632 Fasiledes 1667 |
| Król Francji                   | - 1643 Ludwik XIV 1715 |
| Król Hiszpanii                 | - 1621 Filip IV 1665 |
| Landgraf Hesji-Kassel          | - 1637 Wilhelm VI Sprawiedliwy 1663 |
| Stadhouder Holandii            | - 1647 Wilhelm II Orański 1650 - 1650 pierwszy okres bez stadhoudera 1672                                                                            |
| Szach Iranu                    | - 1642 Abbas II 1666 |
| Państwo Wielkich Mogołów       | - 1627 Szahdżahan 1658 |
| Cesarz Japonii                 | - 1643 Go-Kōmyō 1654 |
| Kalif                          | - 1648 Mehmed IV 1687 |
| Patriarcha Konstantynopola     | - 1648 Parteniusz II 1651 |
| Władca Korei                   | - 1649 Hyojong 1659 |
| Książę Kurlandii i Semigalii   | - 1642 Jakub Kettler 1682 |
| Książę Liechtensteinu          | - 1627 Karol Euzebiusz 1684 |
| Książę Monako                  | - 1612 Honoriusz II 1662 |
| Król Nawarry                   | - 1643 Ludwik XIV 1710 |
| Król Norwegii                  | - 1648 Fryderyk III 1670 |
| Sułtan Omanu                   | - 1649 Sultan I ibn Sajf 1688 |
| Elektor Palatynatu             | - 1648 Karol I Ludwik 1680 |
| Papież                         | - 1644 Innocenty X 1655 |
| Książę Parmy i Piacenzy        | - 1646 Ranuccio II 1694 |
| Król Portugalii                | - 1640 Jan IV 1656 |
| Książę w Prusach               | - 1640 Fryderyk Wilhelm Wielki Elektor 1688 |
| Car Rosji                      | - 1645 Aleksy I 1676 |
| Cesarz Rzymski (niemiecki)     | - 1637 Ferdynand III Habsburg 1657 |
| Kapitanowie Regenci San Marino | - 1649 Fulgenzio Maccioni Federico Tosini 1650 - 1650 Melchiorre Maggio Belluzzi Girolamo Moracci 1650 - 1650 Carlo Tosini Paolo Antonio Onofri 1651 |
| Elektor Saksonii               | - 1611 Jan Jerzy I Wettyn 1656 |
| Król Szwecji                   | - 1632 Krystyna Waza 1654 |
| Król Tajlandii                 | - 1630 Prasat Thong 1655 |
| Sułtan Turków                  | - 1648 Mehmed IV 1687 |
| Doża Wenecji                   | - 1646 Francesco Molino 1655 |
| Król Węgier                    | - 1637 Ferdynand IV 1654 |
| Książęta Wirtembergii          | - 1628 Eberhard III 1674 |

Rok 1650 / MDCL
stulecia: XVI wiek ~
XVII wiek ~
XVIII wiek

lata: 1640 «
1645 «
1646 «
1647 «
1648 «
1649 «
1650
» 1651
» 1652
» 1653
» 1654
» 1655
» 1660

## Wydarzenia w Polsce
- 13 stycznia – w Warszawie obrady zakończył sejm zwyczajny[1].
- 13 stycznia – Wejherowo otrzymało prawa miejskie.
- sierpień - Bohdan Chmielnicki po rozmowach z tureckim posłem Osmanem agą uznał protektorat Porty Ottomańskiej nad kontrolowaną przez siebie Ukrainą[2]
- 21 listopada-24 grudnia – w Warszawie obradował sejm zwyczajny[1].

## Wydarzenia na świecie
- 27 kwietnia – powstanie rojalistów w Szkocji: bitwa pod Carbisdale.
- 1 maja – przebywający na wygnaniu król Anglii Karol II Stuart i przedstawiciele szkockiego ugrupowania Covenanters podpisali Traktat z Bredy.
- 10 maja – kampania Cromwella w Irlandii: klęska Irlandczyków w bitwie pod Macroom.
- 21 czerwca – kampania Cromwella w Irlandii: zwycięstwo wojsk parlamentu w bitwie pod Scarrifholis.
- 3 września – angielska wojna domowa: siły angielskiego parlamentu pod wodzą Olivera Cromwella pokonały szkockich rojalistów w bitwie pod Dunbar.
- 20 października – uroczysta koronacja Krystyny na królową Szwecji.
- Uzyskanie niepodległości przez Oman.
- Pod względem liczby mieszkańców Konstantynopol (ludność: 700 tys.) wyprzedził Pekin i stał się największym miastem świata.

## Zdarzenia astronomiczne
- 8 kwietnia – częściowe zaćmienie Słońca[3].

## Urodzili się
- 2 lutego – Benedykt XIII (Vincenzo Maria Orsini de Gravina), papież (zm. 1730)
- 23 listopada – Józef Oriol, kataloński duchowny katolicki, święty (zm. 1702)
- 5 grudnia - Adriana Spilberg, holendersko-niemiecka malarka (zm. ?

## Zmarli
- 17 stycznia:
  - Tomasz Dolabella, malarz włoski, jeden z głównych twórców malarstwa barokowego w Polsce (ur. ok. 1570)
  - Virginia de Leyva, księżniczka Monzy, benedyktynka (ur. 1575)
- 11 lutego – Kartezjusz, francuski matematyk i filozof (ur. 1596)
- 1 kwietnia – Zofia Czeska, polska zakonnica, założycielka prezentek, błogosławiona katolicka (ur. 1584)
- 19 czerwca – Matthäus Merian, szwajcarski miedziorytnik, księgarz i wydawca map (ur. 1593)
- 9 sierpnia – Jerzy Ossoliński, polski dyplomata, kanclerz wielki koronny (ur. 1595)
- 26 października – Fernando de Alva Ixtlilxochitl, uznawany za największego meksykańskiego historyka (ur. 1568)
- 31 grudnia – Dorgon, książę mandżurski, autor mandżurskiego podboju Chin, regent, pośmiertnie honorowy cesarz (zm. 1612)

## Święta ruchome
- Tłusty czwartek: 24 lutego
- Ostatki: 1 marca
- Popielec: 2 marca
- Niedziela Palmowa: 10 kwietnia
- Wielki Czwartek: 14 kwietnia
- Wielki Piątek: 15 kwietnia
- Wielka Sobota: 16 kwietnia
- Wielkanoc: 17 kwietnia
- Poniedziałek Wielkanocny: 18 kwietnia
- Wniebowstąpienie Pańskie: 26 maja
- Zesłanie Ducha Świętego: 5 czerwca
- Boże Ciało: 16 czerwca